# 张春霖
张春霖（1897年—1963年9月27日），男，蒙族，河南开封人，中国鱼类学家、教育家，与伍献文、朱元鼎等同为中国现代鱼类学的主要开创者及奠基人，中国动物学会、中国海洋湖沼学会创始人之一，中国生物学教育开拓者之一。

## 生平
早年师从秉志等人。1926年6月毕业于国立东南大学，获农学学士学位。旋任中国科学社生物研究所助教。1928年8月赴法国留学，研究鱼类学。1930年10月获法国巴黎大学研究院理学博士学位。1931年后先后在北平静生生物调查所、北京大学、北京师范大学、中法大学、北平中国大学等机构任职或任教，期间曾兼任北京大学理学院院长。 1947年夏到1951年底在北京师范大学任教授并曾兼生物系主任。1952年初到1963年任中国科学院动物标本工作委员会（1953年改为动物研究室，1957年改为动物研究所）研究员兼鱼类部主任。1963年9月27日因病逝世于北京。

## 学术贡献
在中华人民共和国成立前主要从事中国淡水鱼类的研究，曾写作中国鱼类学家独自发表的有关鱼类新种描述的第一篇论文（《中国鲤科鱼类二新种》，1929年）。  从1951年开始，张春霖领导中国科学院动物研究所的鱼类研究工作。为了能给国家提供较完整的鱼类资料、给中国的海洋渔业生产提供科学依据，积极提倡、发起和组织普查全中国海区的鱼类。他与其学生、中国科学院青岛海洋研究室（中国科学院海洋研究所的前身）的成庆泰协调，并联合上海水产学院的朱元鼎，相继组织和主持了有关机构中国科学家在1950年代和1960年代初对渤海、黄海、南海、东海的海洋鱼类系统调查。这些中国海区鱼类普查的成果发表在他参与主编的《黄渤海鱼类调查报告》（1955）、《南海鱼类志》（1962）及《东海鱼类志》（1963）。从这三本书已可较清楚地了解从渤海到南海鱼类的大致全貌，迄今仍是研究中国海产鱼类重要的参考书，并为其后编著中国动物志中的海产鱼类奠定了基础。

## 主要学术著作
- 专著：
  - 《中国鲤类志》（北平靜生生物調查所，1933）
  - 《脊椎动物分类学》 （页面存档备份，存于）（1936）
  - 《古生代化石鱼类学》（1950）
  - 《鱼类的演化》 （页面存档备份，存于）（1951）
  - 《哺乳类的演化》（1952）
  - 《中国系统鲤类志》 （页面存档备份，存于）（1959）
  - 《中国鲇类志》 （页面存档备份，存于）（1960）
- 主编：
  - 《黄渤海鱼类调查报告》 （页面存档备份，存于）（1955）[9]
  - 《南海鱼类志》 （页面存档备份，存于）（1962）
  - 《东海鱼类志》 （页面存档备份，存于）（1963）
  - 《中国动物图谱—— 鱼类》（第一版，共5分册）[10][11]

## 发现或命名的鱼类新种
- 異鰾鰍鮀，1929
- 鲈鲤，1930
- 厚颌鲂，1930
- 方氏鲴（宜賓鯝），1930
- 齐口弓鱼，1930 （裂腹鱼属）
- 岩原鲤，1930
- 尖头高原鳅，1931
- 汪氏近红鲌，1932
- 大頭鯉，1933
- 云南鲤，1933
- Garra poilanei（英语：Garra poilanei），1933
- 峨眉鱊，1934
- 开封拟鲿，1934
- 花鲈鲤，1935
- 细头鳅属，1935 
  - 细头鳅，1935
- 金氏䱀，1935
- 拟鰋，1935
- 海南半鱨，1935
- 湖四须鲃，1938
- 云南四须鲃，1962
- 兰格湖裸鲤，1964

## 以其命名的鱼类新种
- 张氏繐唇鲃，1935 [13]
- 张氏薄鳅，1936
- 张氏鲈鲤，1936
- 张氏褶鮡，1937 [14]
- 张氏䱗, 1942 [15]
- 张氏爬鳅，1982
- 張氏鱥（Phoxinus tchangi （页面存档备份，存于）），1988
- 張氏五鬚岩鱈，1994
- 张氏蛇鳗，2002 [16]
- 张氏鮈

（Gobio tchangi （页面存档备份，存于）），2015 
- 张氏春霖鱼（†Tchunglinius tchangii （页面存档备份，存于）），2015